# Quoi (chanson)
Pour les articles homonymes, voir Quoi.
Clip vidéo
[vidéo] « Jane Birkin - Quoi », sur YouTube
[vidéo] « Commentaires de Jane Birkin », sur YouTube
Pistes de Quoi
Come un gabbiano
Quoi est une chanson d'amour de Jane Birkin, écrite par Serge Gainsbourg, enregistrée en single en 1985,, intégrée à son album compilation Quoi (1986), et à l'album Il les fait chanter ! de Serge Gainsbourg (1985). C'est un de leurs plus importants succès.

## Historique
Alors que Jane Birkin est en Italie, en 1985, pour participer à une émission Cinecittà de la Rai, du cinéaste italien Vittorio Gassman, sur l’histoire et les coulisses des fameux studios de cinéma italiens Cinecittà de Rome, avec Fanny Ardant, Serge Reggiani, Miou-Miou ou encore Marcello Mastroianni, elle enregistre la chanson italienne « Come un gabbiano » (Comme une mouette) pour l'émission,. Les mêmes auteurs italiens, les frères Guido et Maurizio De Angelis, et leur parolier Cesare de Natale, lui proposent alors une mélodie à interpréter pour le générique de fin de l'émission. Elle appelle alors Serge Gainsbourg à Paris (avec qui elle a été en couple d'artistes de 1968 à 1980) pour lui chanter au téléphone, et pour lui demander d'écrire des paroles en français pour ce titre,,,.
Serge Gainsbourg lui écrit alors cette chanson d'amour sur le thème d'une rupture amoureuse douloureuse, inspirée de la leur, avec des rimes « cruel » avec « duel », ou « armes » avec « larmes », qu'il lui fait parvenir par fax, avant qu'elle lui interprète par téléphone « Quoi, d'notre amour fou n'resterait que des cendres, Moi, j'aimerais qu´la terre s'arrête pour descendre, Toi, tu m'dis qu'tu n'vaux pas la corde pour te pendre, C'est à laisser ou à prendre. Joie, et douleur c'est ce que l'amour engendre, Sois, au moins conscient que mon cœur peut se fendre... ».
Jane Birkin l'enregistre alors à Rome pour l'émission. Le single Quoi est un important succès de leurs carrières (avec Come un gabbiano en face B) certifié disque d'argent, avec 250 000 exemplaires vendus,. L'album Quoi de 1986 est classé 15e au top des albums français, et disque d’or.

## Classement
| Pays   | Meilleure position | Entrée          | Sortie      |
| ------ | ------------------ | --------------- | ----------- |
| France | 11                 | 18 janvier 1986 | 24 mai 1986 |

## Reprises
Le titre est réédité avec divers compilations et albums livres de Jane Birkin et Serge Gainsbourg, dont : Il les fait chanter ! (1985), Quoi (1986), Je suis venue te dire que je m'en vais… (1992), Gainsbourg & Co (2016)...
Il est repris entre autres par Vincent Delerm avec Cali (album Favourite Songs de 2007), Anne Sila (2022), Calogero (fête de la chanson française 2024)...

## Au cinéma
- 1997 : On connaît la chanson, d'Alain Resnais, interprétée par Jane Birkin[17].